# 856
Évszázadok: 8. század – 9. század – 10. század
Évtizedek: 800-as évek – 810-es évek – 820-as évek – 830-as évek – 840-es évek – 850-es évek – 860-as évek – 870-es évek – 880-as évek – 890-es évek – 900-as évek
Évek: 851 – 852 – 853 – 854 –  855 – 856 – 857 – 858 – 859 – 860 – 861

## Események

### Európa
- A 16 éves III. Mikhaél bizánci császár megfosztja anyját, Theodórát császárnői és társuralkodói címétől. Nagybátyjának, Bardasznak kaiszar (caesar) címet adományoz és kinevezi a kormányzat fejévé.
- Földrengés dönti romba Korinthoszt és környékét, 45 ezren halnak meg.
- Német Lajos keleti frank király Karantánia kormányzójává nevezi ki fiát, Karlmannt.
- A vikingek felhajóznak a Szajnán és végigdúlják a partvidékét. Ősszel Kopasz Károly nyugati frank királynak sikerül visszaűznie őket Oscelle-szigeti táborukba, de eközben egy másik viking csapat kifosztja Orléans-t.
- A római zarándoklatról hazatérő Æthelwulf wessexi király megáll Kopasz Károly udvarában. Szövetséget kötnek és ennek megpecsételésére az idős Æthelwulf (már felnőtt fiai vannak) feleségül veszi Károly 12-13 éves lányát, Judithot. Hazaérkezésekor fia, Æthelbald, akire távollétében bízta országát, nem hajlandó visszaadni neki azt. Hogy elkerüljék a belháborút, kettéosztják Wessexet, az apa a délkeleti, a fiú a nyugati részben uralkodik.
- I. Ordoño asztúriai király visszafoglalja Leónt és megkezdi a romba dőlt város újonnan való betelepítését.

### Abbászida Kalifátus
- Súlyos földrengés rázza meg a perzsiai Tabarisztánt. Állítólag 200 ezren vesztik életüket, Kumisz városa teljesen megsemmisül.

## Halálozások
- február 4. – Hrabanus Maurus, mainzi érsek
- I. Muhammad ibn al-Aglab, aglabida emír

## Fordítás
- Ez a szócikk részben vagy egészben  a(z)   856 című angol Wikipédia-szócikk ezen változatának fordításán alapul.  Az eredeti cikk szerkesztőit annak laptörténete sorolja fel. Ez a jelzés csupán a megfogalmazás eredetét és a szerzői jogokat jelzi, nem szolgál a cikkben szereplő információk forrásmegjelöléseként.